# Конференция католических епископов Скандинавии
Конференция католических епископов Скандинавии (лат. Conferentia Episcopalis Scandiae, CES) — коллегиальный орган церковно-административного управления Римско-Католической церкви в Дании, Исландии, Норвегии, Финляндии и Швеции. Конференция католических епископов Скандинавии осуществляет определённые пастырские функции, направленные для решения литургических, дисциплинарных и иных вопросов, свойственных католической общине скандинавских стран. Высшим органом Конференции католических епископов Скандинавии является общее собрание скандинавских стран епископов скандинавских стран. Решения конференции католических епископов Скандинавии утверждаются Римским папой.

## История
В 1923 году состоялась встреча ординария стокгольмской епархии епископа Йоханнеса Эрика Мюллера, ординария апостольского викариата Дании епископа Иосифом Бремсом и ординария апостольского викариата Норвегии Йоханесса Олава Смита. Во время этой встречи решались вопросы о положении женских монашеских конгрегаций в Скандинавии и приготовления к визиту префекта Конгрегации распространения веры кардинала Виллема Маринуса ван Россума. На этой встрече также было решено провести в ближайшее время Синод.
12 августа 1923 года состоялся первый этап Синода епископов скандинавских стран, которых состоялся в Стокгольме. Во время синодального собрания епископ Йоханнес Эрик Мюллер предложил создать церковный административный орган, центр которого находился бы в Копенгагене. Второй этап Cинода состоялся 15 августа 1923 года в Хельсинки, на котором обсуждался вопрос создания общей духовной семинарии для епархий скандинавских стран.
В феврале 1924 года состоялась информационная встреча, к которой присоединился ординарий апостольской префектуры Исландии епископ Мартин Мёйленберг.
В августе 1932 года в рамках Скандинавского евхаристического конгресса состоялась ещё одна встреча епископов скандинавских стран.
Во время Второй мировой войны Святой Престол санкционировал создание постоянной конференции католических епископов Скандинавии. Организационная встреча состоялась 11 — 14 июня 1946 года. Последующие собрания Конференции католических епископов Скандинавии проходили в Осло (сентябрь 1951 года), Бергене (май 1960 года), Хельсинки (27 сентября 1984 года). На конференции в Хельсинки было решено, что епископы будут встречаться через определённый промежуток времени.

## Члены конференции
В состав Конференции католических епископов Скандинавии входят семь епископов:
| Епархии                             | Страны         |
| ----------------------------------- | -------------- |
| Епархия Копенгагена                 | Флаг Дании     |
| Епархия Стокгольма                  | Флаг Швеции    |
| Епархия Хельсинки                   | Флаг Финляндии |
| Епархия Осло                        | Флаг Норвегии  |
| Территориальная прелатура Тромсё    | Флаг Норвегии  |
| Территориальная прелатура Тронхейма | Флаг Норвегии  |
| Епархия Рейкьявика                  | Флаг Исландии  |

## Организационная структура
Конференция католических епископов собирается один раз в два года. Высшим органом Конференции является Генеральная ассамблея, объединяющая всех католических епископов Скандинавии.

### Генеральная ассамблея
На Генеральной ассамблее решаются следующие вопросы:
- - Помощь пастырской работе;
  - Координация пастырской деятельности;
  - Экуменические отношения с другими христианскими общинами Скандинавии;

Решения, принятые на Генеральной ассамблее обязательны для всех участников Конференции.

### Постоянный совет
Постоянный совет действует между собраниями Генеральной ассамблеи. Постоянный совет состоит из Председателя и Генерального секретаря, которые имеют право принимать решения обязательные для всех участников между работами Генеральных ассамблей.

### Список председателей
|   | Имя                                 | Годы председательства | Дополнительная информация                 |
| - | ----------------------------------- | --------------------- | ----------------------------------------- |
| 1 | епископ Джон Эдвард Тейлор          | 1970—1973             | Епископ Стокгольма                        |
| 2 | епископ Паул Версхюрен              | 1973—1978             | Епископ Хельсинки                         |
| 3 | епископ Джон Виллем Николайсен Гран | 1978—1986             | Епископ Осло                              |
| 4 | епископ Паул Версхюрен              | 1986—1998             | Епископ Хельсинки                         |
| 5 | епископ Герхард Швенцер             | 1999—2005             | Епископ Осло                              |
| 6 | епископ Андерс Арборелиус           | 2005—2015             | Епископ Стокгольма                        |
| 7 | епископ Чеслав Козон                | 2015—2024             | Епископ Копенгагена                       |
| 8 | епископ Эрик Варден                 | с 2024                | Территориальный прелат Тромсё и Тронхейма |

## Источник
- Annuario Pontificio, Libreria Editrice Vaticana, Città del Vaticano, 2003, ISBN 88-209-7422-3